# Liste der Bodendenkmäler in Obernzenn
Auf dieser Seite sind die Bodendenkmäler in dem mittelfränkischen Markt Obernzenn zusammengestellt. Diese Tabelle ist eine Teilliste der Liste der Bodendenkmäler in Bayern. Grundlage ist die Bayerische Denkmalliste, die auf Basis des Bayerischen Denkmalschutzgesetzes vom 1. Oktober 1973 erstmals erstellt wurde und seither durch das Bayerische Landesamt für Denkmalpflege geführt wird. Die folgenden Angaben ersetzen nicht die rechtsverbindliche Auskunft der Denkmalschutzbehörde.

## Bodendenkmäler in Obernzenn

### Bodendenkmäler in der Gemarkung Egenhausen
| Lage                  | Objekt | Akten-Nr.     | Bild |
| --------------------- | --- | ------------- | ---- |
| Egenhausen (Standort) | Bestattungsplatz mit Grabhügeln vorgeschichtlicher Zeitstellung.                                                               | D-5-6528-0109 |      |
| Egenhausen (Standort) | Siedlung der Urnenfelder- und Latènezeit.                                                                                      | D-5-6528-0121 |      |
| Egenhausen (Standort) | Siedlung der Metallzeiten und des hohen Mittelalters.                                                                          | D-5-6528-0218 |      |
| Egenhausen (Standort) | Mittelalterliche und frühneuzeitliche Befunde im Bereich der Evangelisch-Lutherischen Pfarrkirche Allerheiligen in Egenhausen. | D-5-6528-0276 |      |
| Egenhausen (Standort) | Mittelalterliche und frühneuzeitliche Befunde im Bereich des Alten Schlosses in Egenhausen.                                    | D-5-6528-0277 |      |

### Bodendenkmäler in der Gemarkung Oberaltenbernheim
| Lage                         | Objekt                                                                                               | Akten-Nr.     | Bild |
| ---------------------------- | --- | ------------- | ---- |
| Oberaltenbernheim (Standort) | Siedlung vorgeschichtlicher Zeitstellung.                                                            | D-5-6528-0113 |      |
| Oberaltenbernheim (Standort) | Freilandstation des Mesolithikums sowie Siedlung des Neolithikums, der Urnenfelder- und Latènezeit.  | D-5-6528-0114 |      |
| Oberaltenbernheim (Standort) | Freilandstation des Mesolithikums.                                                                   | D-5-6528-0115 |      |
| Oberaltenbernheim (Standort) | Freilandstation des Mesolithikums sowie Siedlung des Neolithikums, der Urnenfelder- und Latènezeit.  | D-5-6528-0117 |      |
| Oberaltenbernheim (Standort) | Siedlung des Neolithikums und der Urnenfelderzeit.                                                   | D-5-6528-0120 |      |
| Oberaltenbernheim (Standort) | Freilandstation des Mesolithikums und Siedlung des Neolithikums und vorgeschichtlicher Zeitstellung. | D-5-6528-0128 |      |
| Oberaltenbernheim (Standort) | Mittelalterliche und frühneuzeitliche Befunde im Bereich der ehemaligen Kapelle in Breitenau.        | D-5-6528-0283 |      |
| Oberaltenbernheim (Standort) | Bestattungsplatz mit Grabhügel vorgeschichtlicher Zeitstellung.                                      | D-5-6529-0039 |      |
| Oberaltenbernheim (Standort) | Mittelalterlicher Burgstall.                                                                         | D-5-6529-0040 |      |
| Oberaltenbernheim (Standort) | Siedlung des Neolithikums und der Urnenfelderzeit.                                                   | D-5-6529-0066 |      |

### Bodendenkmäler in der Gemarkung Obernzenn
| Lage                 | Objekt | Akten-Nr.     | Bild |
| -------------------- | --- | ------------- | ---- |
| Obernzenn (Standort) | Siedlung vorgeschichtlicher Zeitstellung.                                                                                                 | D-5-6528-0104 |      |
| Obernzenn (Standort) | Freilandstation des Spätpaläolithikums sowie Siedlung des Neolithikums, der Urnenfelder-, der Hallstatt- und Latènezeit.                  | D-5-6528-0106 |      |
| Obernzenn (Standort) | Freilandstation des Spätpaläo- und Mesolithikums sowie Siedlung des Neolithikums, der Urnenfelder-, der Hallstatt- und Latènezeit.        | D-5-6528-0132 |      |
| Obernzenn (Standort) | Siedlung vorgeschichtlicher Zeitstellung.                                                                                                 | D-5-6528-0210 |      |
| Obernzenn (Standort) | Siedlung vorgeschichtlicher Zeitstellung.                                                                                                 | D-5-6528-0213 |      |
| Obernzenn (Standort) | Siedlung der jüngeren Latènezeit. | D-5-6528-0215 |      |
| Obernzenn (Standort) | Siedlung vorgeschichtlicher Zeitstellung sowie der Urnenfelder- und Latènezeit.                                                           | D-5-6528-0216 |      |
| Obernzenn (Standort) | Siedlung vorgeschichtlicher Zeitstellung.                                                                                                 | D-5-6528-0217 |      |
| Obernzenn (Standort) | Mittelalterliche und frühneuzeitliche Befunde im Bereich der Evangelisch-Lutherischen Pfarrkirche St. Gertrud in Obernzenn.               | D-5-6528-0273 |      |
| Obernzenn (Standort) | Mittelalterliche und frühneuzeitliche Befunde im Bereich der Seckendorff'schen Schlösser und der dazugehörigen Gartenanlage in Obernzenn. | D-5-6528-0274 |      |

### Bodendenkmäler in der Gemarkung Unteraltenbernheim
| Lage                          | Objekt | Akten-Nr.     | Bild |
| ----------------------------- | --- | ------------- | ---- |
| Unteraltenbernheim (Standort) | Freilandstation des Mesolithikums und Siedlung des Neolithikums.                                                                 | D-5-6529-0045 |      |
| Unteraltenbernheim (Standort) | Freilandstation des Mesolithikums und Siedlung des Neolithikums.                                                                 | D-5-6529-0046 |      |
| Unteraltenbernheim (Standort) | Freilandstation des Mesolithikums.                                                                                               | D-5-6529-0047 |      |
| Unteraltenbernheim (Standort) | Freilandstation des Mesolithikums.                                                                                               | D-5-6529-0048 |      |
| Unteraltenbernheim (Standort) | Freilandstation des Mesolithikums.                                                                                               | D-5-6529-0052 |      |
| Unteraltenbernheim (Standort) | Freilandstation des Mesolithikums.                                                                                               | D-5-6529-0053 |      |
| Unteraltenbernheim (Standort) | Freilandstation des Mesolithikums.                                                                                               | D-5-6529-0085 |      |
| Unteraltenbernheim (Standort) | Freilandstation des Mesolithikums und Siedlung des Neolithikums.                                                                 | D-5-6529-0183 |      |
| Unteraltenbernheim (Standort) | Mittelalterliche und frühneuzeitliche Befunde im Bereich der Katholischen Filialkirche St. Peter und Paul in Unteraltenbernheim. | D-5-6529-0187 |      |
| Unteraltenbernheim (Standort) | Mittelalterliche und frühneuzeitliche Befunde im Bereich des ehemaligen Seckendorffschen Schlosses in Unteraltenbernheim.        | D-5-6529-0188 |      |

### Bodendenkmäler in der Gemarkung Unternzenn
| Lage                  | Objekt | Akten-Nr.     | Bild |
| --------------------- | --- | ------------- | ---- |
| Unternzenn (Standort) | Siedlung des Neolithikums sowie der Urnenfelder-, der Hallstatt- und der Latènezeit.                                       | D-5-6528-0130 |      |
| Unternzenn (Standort) | Siedlung des Neolithikums und der Latènezeit.                                                                              | D-5-6528-0168 |      |
| Unternzenn (Standort) | Mittelalterliche und frühneuzeitliche Befunde im Bereich der Evangelisch-Lutherischen Pfarrkirche St. Maria in Unternzenn. | D-5-6528-0288 |      |
| Unternzenn (Standort) | Mittelalterliche und frühneuzeitliche Befunde im Bereich des Schlosses und der dazugehörigen Gartenanlage in Unternzenn.   | D-5-6528-0289 |      |

### Bodendenkmäler in der Gemarkung Urphertshofen
| Lage                     | Objekt | Akten-Nr.     | Bild |
| ------------------------ | --- | ------------- | ---- |
| Urphertshofen (Standort) | Siedlung vorgeschichtlicher Zeitstellung.                                                                                           | D-5-6528-0122 |      |
| Urphertshofen (Standort) | Siedlung vorgeschichtlicher Zeitstellung.                                                                                           | D-5-6528-0123 |      |
| Urphertshofen (Standort) | Siedlung des Neolithikums und der Metallzeit.                                                                                       | D-5-6528-0124 |      |
| Urphertshofen (Standort) | Mittelalterliche und neuzeitliche Befunde im Bereich der Evangelisch-Lutherischen Kirche St. Jakobus und Nikolaus in Urphertshofen. | D-5-6528-0285 |      |
| Urphertshofen (Standort) | Mittelalterliche und frühneuzeitliche Befunde im Bereich der Wüstung Wessachhof.                                                    | D-5-6528-0286 |      |